# Chromatomyia lindbergi
Chromatomyia lindbergi este o specie de muște din genul Chromatomyia, familia Agromyzidae, descrisă de Spencer în anul 1957.
Este endemică în Insulele Canare. Conform Catalogue of Life specia Chromatomyia lindbergi nu are subspecii cunoscute.